# Arthur Lavy
Pour les articles homonymes, voir Lavy.
Arthur Lavy, né le 11 septembre 1905 à Pringy et mort le 19 décembre 1986 à Argonay (Haute-Savoie), est un fonctionnaire et homme politique français.

## Parcours politique
Après des études de droit, il devient inspecteur principal des contributions directes.
En 1935, il devient maire d'Argonay. Mandat qu'il occupera une cinquantaine d'années. La même année, il devient conseiller général du canton de Thorens-Glières. En 1958, le 1er mai, il est élu Président du Conseil général de la Haute-Savoie, succédant à Jean Clerc. Il gardera ce mandat jusqu'en 1979.
Le 8 juin 1958, il participe aux élections sénatoriales, sur la liste du Centre national des indépendants et paysans. Il est élu avec 379 voix au second tour, aux côtés de Jean Clerc (MRP). La mise en place de la Cinquième République provoque de nouvelles élections. Le 26 avril 1959, il se représente sur une liste « d'action républicaine et du renouveau français », qu'il a mise en place dans le département. Il est élu au premier tour avec 452 voix. Jean Clerc ne sera élu qu'au second tour.
En 1964, il est réélu Président du Conseil général, à l'unanimité, puis à nouveau en 1976.
Se représentant en 1968 aux sénatoriales du 22 septembre, il est à nouveau sénateur aux côtés de Charles Bosson.
Du fait de sa longévité dans l'arène politique locale, il est surnommé « le roi Arthur »,
Lors de débats sur les créations régionales en 1972, le sénateur, opposant à la création des régions françaises, il se dit cependant favorable à l'établissement d'une « région Rhône-Alpes élargie » plutôt qu'à une « région Alpes-Savoie ». Il devient ainsi, en 1974, vice-président du Conseil régional de Rhône-Alpes en 1974.
Il meurt à 81 ans.

## Décorations
- Chevalier l'Ordre des Saints-Maurice-et-Lazare
- Chevalier de la Légion d'honneur
- Chevalier de l'Ordre du Mérite agricole
- Officier d'Académie